# Charlotte Bonin
Pour les articles homonymes, voir Bonin.
Charlotte Bonin née le 10 février 1987 à Aoste est une triathlète italienne, originaire de la Vallée d'Aoste, double championne d'Italie sur la distance olympique (2008 et 2013).

## Biographie
Originaire de Gressan, elle obtient une médaille d'argent aux championnats mondiaux de triathlon de 2005 à Alexandroúpoli (Grèce), et deux médailles de bronze, respectivement aux championnats mondiaux d'aquathlon de 2004 à Madère (Portugal) et aux championnats mondiaux de triathlon de 2007 en catégorie junior à Tiszaujvaros (Hongrie). en 2007 elle remporte le titre de championne d'Italie d'aquathlon et en 2008  celui de  championne d'Italie de triathlon élites sur distance M. Elle participe aux jeux olympiques de 2008, son classement final est 44e. Actuellement, elle fait partie de l'équipe Vallée d'Aoste TRI.
En 2021, elle remporte une médaille d'argent aux Jeux paralympiques en tant que guide de Anna Barbaro.

## Palmarès
Le tableau présente les résultats les plus significatifs (podium) obtenus sur le circuit national et international de triathlon depuis 2004.
| Année | Compétition                                        | Pays      | Position           | Temps           |
| ----- | -------------------------------------------------- | --------- | ------------------ | --------------- |
| 2014  | Championnats d'Europe de triathlon en relais mixte | Autriche  | Médaille d'or      | 1 h 38 min 20 s |
| 2013  | Championnat d'Italie                               | Italie    | Médaille d'or      | 1 h 54 min 53 s |
| 2013  | Alpen-Triathlon Schliersee                         | Allemagne | Médaille de bronze | Timing          |
| 2010  | Championnat d'Italie                               | Italie    | Médaille d'argent  | 2 h 21 min 14 s |
| 2010  | Championnat d'Italie sprint                        | Italie    | Médaille de bronze | Timing          |
| 2008  | Championnat d'Italie                               | Italie    | Médaille d'or      | Timing          |
| 2007  | Championnat d'Italie                               | Italie    | Médaille d'argent  | Timing          |
| 2007  | Championnat d'Italie sprint                        | Italie    | Médaille d'argent  | Timing          |
| 2006  | Championnat d'Italie sprint                        | Italie    | Médaille d'or      | Timing          |
| 2005  | Championnat d'Italie sprint                        | Italie    | Médaille d'argent  | Timing          |
| 2004  | Championnats du monde d'aquathlon                  | Portugal  | Médaille de bronze | 0 h 34 min 42 s |
| 2004  | Championnat d'Italie sprint                        | Italie    | Médaille de bronze | Timing          |

| Année | Compétition                                        | Pays  | Position          | Temps           |
| ----- | -------------------------------------------------- | ----- | ----------------- | --------------- |
| 2021  | Jeux paralympiques de Tokyo PTVI avec Anna Barbaro | Japon | Médaille d'argent | 1 h 11 min 11 s |

## Vie privée
Mariée, elle a une fille, Alizée, née en 2023.